# باشگاه فوتبال لوکسه ۱۹۰۵
باشگاه فوتبال لوکسه ۱۹۰۵ (انگلیسی: Lucchese 1905) یک باشگاه فوتبال مستقر در لوکا، ایتالیا است که در حال حاضر در سری سی، سومین سطح لیگ فوتبال در این کشور به فعالیت می‌پردازد.
این باشگاه حدفاصل سال‌های ۱۹۳۶ تا ۱۹۳۹ و ۱۹۴۷ تا ۱۹۵۲، در  سری آ فعالیت می‌کرد.